# Седов, Николай Иванович
Никола́й Ива́нович Седо́в (род. 1884 год Москва — ум. 1 февраля 1939 года, Москва) — российский конькобежец, 4-кратный чемпион России (1904—1907). Был членом Русского гимнастического общества «Сокол» (Москва).

## Биография
Николай Иванович родился в Москве и как большинство мальчишек в то время, проводил зимой много времени на коньках. Регулярно тренироваться он стал в 1902 году. В те годы было много катков в городе, и без Николая не обходилось ни одно мало-мальски крупное соревнование. Он совмещал обучение в гимназии на Большой Якиманке и коньки. 
Зимним утром, ещё до занятий в гимназии, можно было видеть на улицах Москвы шагающего с коньками под мышкой гимназиста Колю Седова. Одетый в отцовский полушубок, он приходил на каток, подвязывал полушубок ремнём, так тренировался более часа. Вечером опять на каток, где вместе c другими конькобежцами несколько часов тренировался, но уже в спортивной форме. Тренировался Седов с группой конькобежцев на катке Народного дома по тяжёлому льду, бегал в основном на длинные дистанции, предпочитая возглавлять группу скороходов.  
В 1904 и 1905 годах выиграл первенство России и в 1906 году участвовал на чемпионате мира в Гельсингфорсе, где стал третьим в беге на 1500 метров и выиграл обе стайерские дистанции 5000 и 10 000 метров, поэтому он стал неофициальным чемпионом мира.

Вот как описывал Николая Седова Андрей Старостин в книге «Встречи на футбольной орбите»:

Взглянув на него, я увидел суровое, сосредоточенное лицо, словно высеченное резцом скульптора — крупный прямой нос, высокий лоб, энергичный подбородок. Ранняя седина серебрилась на висках моего попутчика.

 …

 Это был доктор Николай Иванович Седов, выдающийся русский конькобежец. Он находился на закате своей спортивной карьеры. Я видел его на ледяной дорожке Патриарших прудов. Ещё в те времена, когда о методике тренировок знали мало, Николай Иванович практиковал тренировочные занятия с отягощением. Он пробегал неисчислимое количество кругов на своих «норвегах» с удлиненным носком, сгибаясь под тяжестью длиннополой лисьей шубы, надетой на чёрное конькобежное трико.

В 1906 и 1907 годах Седов стал ещё дважды чемпионом России. После сезона 1906/07 года этот выдающийся русский стайер, который за свою спортивную карьеру ни разу не проиграл на дистанциях 5000 и 10 000 м, прекратил свои выступления, хотя и не бросил кататься на коньках. Он поступил в университет. Седов интересовался ещё несколькими видами спорта. Летом занимался плаванием на дальние дистанции. Плавал подолгу и красиво. Вот несколько слов из книги "Коньки" известного конькобежца и спортивного журналиста Платона Ипполитова о Седове:

Появление на московских катках конькобежца с исключительными физическими данными, феноменальной выдержкой, безукоризненным по красоте стилем произвело целый переворот в русском конькобежном спорте: Седов первый их московских конькобежцев добился блестящих успехов на международных конькобежных первенствах... 
Его шаг был мощным и красивым. Седов внёс в силовую работу ног элементы техники правильного стиля и добился технических прекрасных результатов на стайерских дистанциях, положивших начало успехов русских скороходов.  

Николай Иванович по профессии был врачом, работал в физкультурных кабинетах Москвы и пользовался большим уважением конькобежцев. В 1925 году московский союз конькобежцев организовал секцию конькобежного спорта во главе с доктором Седовым.
Скончался Николай Седов в Москве 1 февраля 1939 года после долгой и тяжёлой болезни.

## Спортивные достижения
|                |      | Многоборье | 500 м    | 1500 м     | 5000 м     | 10 000 м    |
| -------------- | ---- | ---------- | -------- | ---------- | ---------- | ----------- |
| Чемпионат мира | 1906 | —          | 53,0 (4) | 2.46,6 (3) | 9.45,2 (1) | 19.03,6 (1) |

|                  |      | Многоборье | 1500 м     | 5000 м     |
| ---------------- | ---- | ---------- | ---------- | ---------- |
| Чемпионат России | 1904 | чемпион    | 2.50,2 (1) | 9.55,0 (1) |
|                  | 1905 | чемпион    | 2.41,8 (1) | 9.23,2 (1) |
|                  | 1906 | чемпион    | 2.39,8 (1) | 9.25,2 (1) |
|                  | 1907 | чемпион    | 2.37,8 (1) | 9.29,8 (1) |

### Рекорды России
```
  1500 м     2.39,8          2.02.1906   
Москва

             2.37,8          2.02.1907   
Москва

  3000 м     5.40,0
[
прим 3
]
        1904   
Москва

             5.30,0
[
прим 3
]
        1905   
Москва

  5000 м     9.23,2          2.02.1905   
Москва
```